# Maison forte de Maison Blanche
La maison forte de Maison Blanche est une ancienne maison forte du XVe siècle qui se situe sur la commune de  Saint-Didier-de-la-Tour dans le département de l'Isère et la région Rhône-Alpes. Le site est inscrit aux monuments historiques en 2025.

## Situation
La maison forte est située dans le département français de l'Isère sur la commune de Saint-Didier-de-la-Tour sur la route de Marlieu. Situé un peu en hauteur à l'écart du bourg, le bâtiment surplombe un ruisseau et l'étang recouvrant les anciennes douves.

## Histoire
La Maison Blanche apparaît pour la première fois dans un dénombrement de maisons fortes en 1350, à l'occasion du rattachement du Dauphiné au royaume de France. Elle avait été construite pour la défense du pays contre les Savoyards dont les incursions étaient fréquentes. En 1540, la Maison Blanche appartient à Gilles et Jean de Ruins, propriétaires de la Maison Forte de La Mure, également sise à Saint-Didier. Dans la deuxième moitié du XVIIe, elle passe à la famille de Boissac, qui y fait exécuter des travaux d'emménagement et d'embellissement. Elle change au moins deux fois de main au XIXe siècle ; les menuiseries d'un certain nombre d'ouvertures sont alors modifiées.